# Filip Rýdel
Filip Rýdel (Olomouc, 30 marzo 1984) è un ex calciatore ceco, di ruolo centrocampista.